# Biodiesel

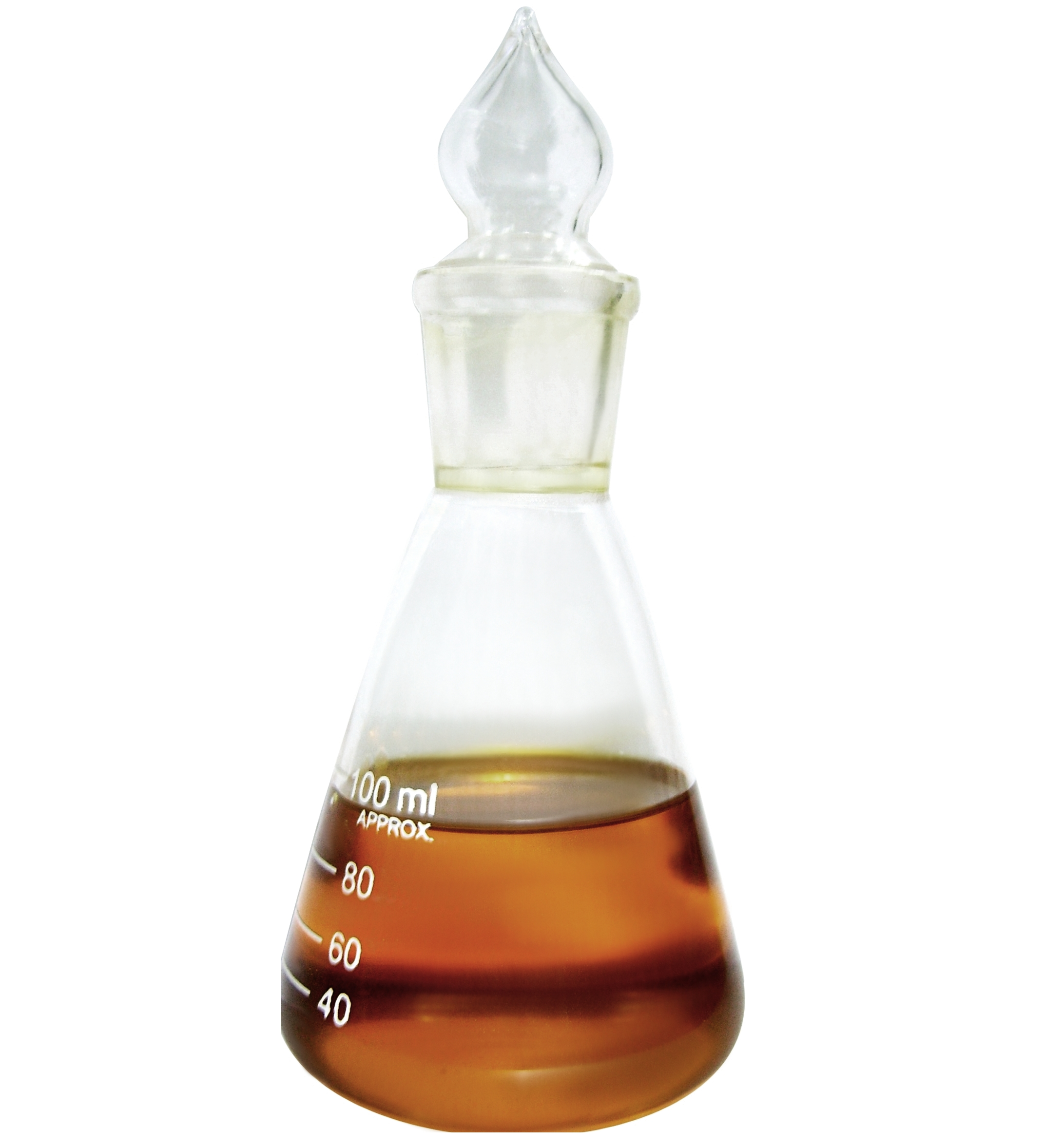
Biodiesel

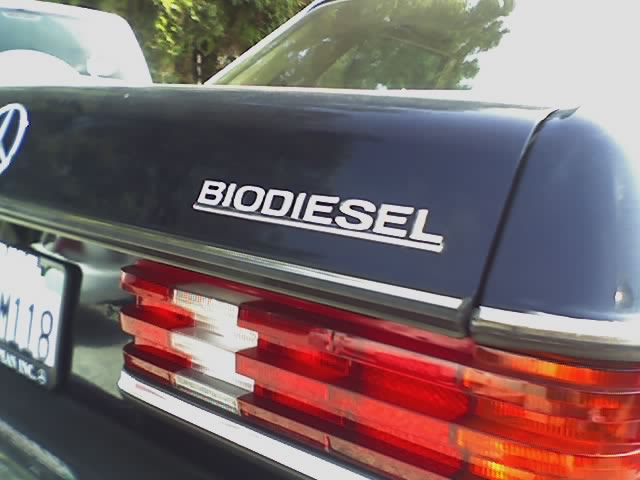
Mercedes-urile diesel mai vechi sunt populare pentru rularea pe biodiesel

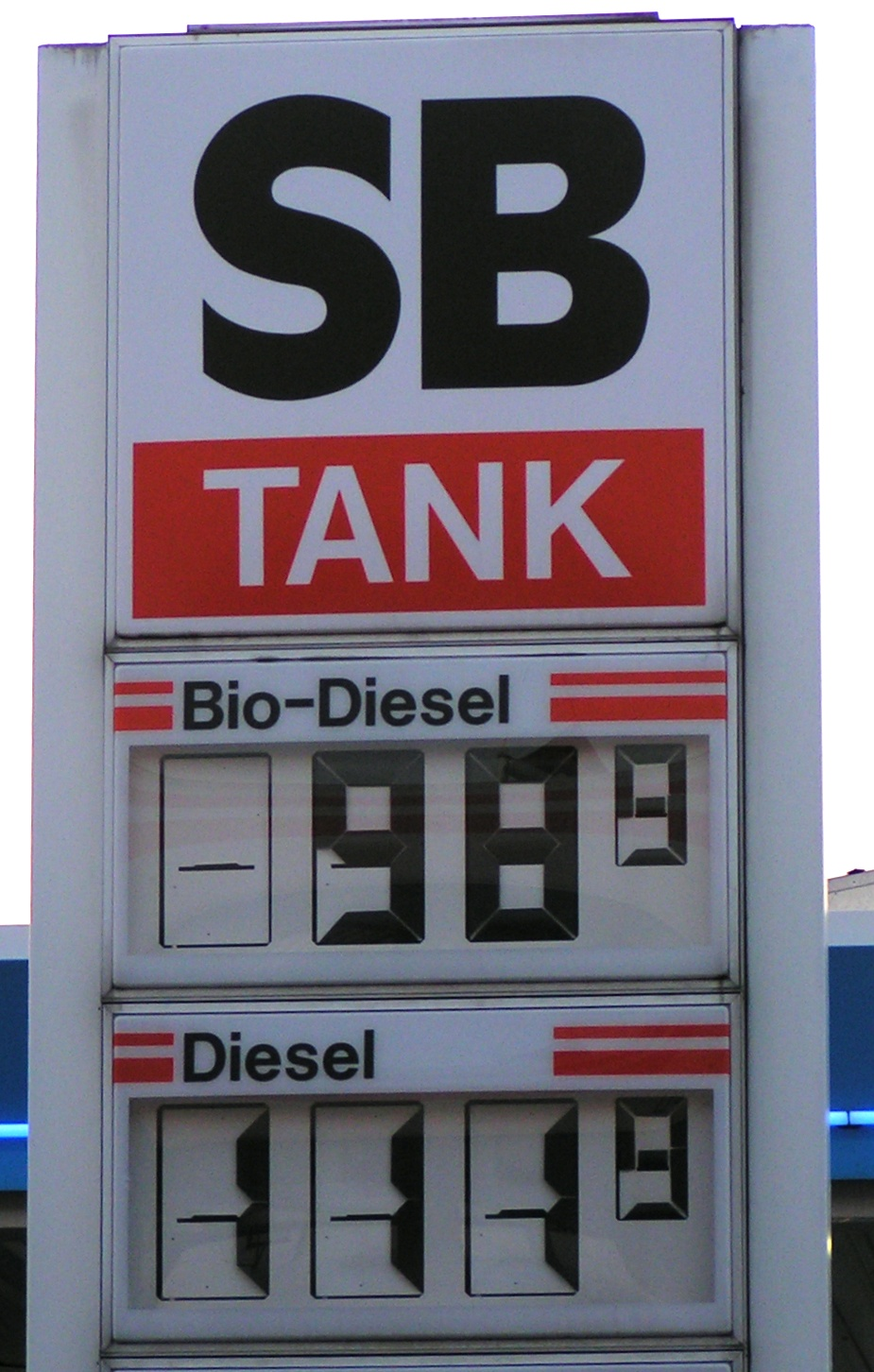
În unele țări, biodieselul este mai puțin costisitor decât motorina convențională

Biodieselul este un biocombustibil sintetic lichid care se obține din lipide naturale, ca uleiuri vegetale sau grăsimi animale, noi sau folosite, prin procese industriale de esterificare și transesterificare. Se poate folosi în substituirea totală sau parțială a petro-dieselului.
Biodieselul poate fi amestecat cu motorină (din rafinarea petrolului) în diferite rapoarte. Se folosesc abrevieri potrivit procentului de biodiesel din amestec: B100 în cazul folosirii de 100% biodiesel, sau notații ca B5, B15 sau B30 unde numărul indică procentajul de volum biodiesel din amestec. La prima utilizare a biodieselului în mașină, acesta ar putea cauza eliberarea depozitelor din rezervor și poate duce la blocarea filtrului combustibilului. După această perioadă inițială, un utilizator poate alterna între biodiesel și motorină, după preferințe, fără alte modificări.
Uleiul vegetal, ale cărui proprietăți pentru acționarea motoarelor se cunosc de la inventarea motorului diesel datorită rezultatelor lui Rudolf Diesel. La începutul secolului XXI, în contextul căutării de noi surse de energie și a îngrijorării privind încălzirea globală, s-a intensificat folosirea lor în locul derivaților din petrol.
Biodieselul este agresiv în raport cu cauciucul natural, de aceea este necesar substituirea prin elastomeri sintetici în cazul folosirii de amestecuri cu un înalt conținut de biodiesel. Din acest motiv, unele autoturisme construite înainte de 1993 pot necesita înlocuirea conductelor de combustibil care conțin cauciuc natural, deoarece biodieselul poate provoca umflarea sau crăparea acestora.
Impactul ambiental și consecințele sociale din previzibila producție și comercializare masivă, în special în țările în curs de dezvoltare sau în lumea a treia, este obiectul unor discuții între specialiști și diferiți agenți sociali, guvernamentali și internaționali. Biodieselul oferă reduceri substanțiale ale emisiilor de monoxid de carbon, pulberilor în suspensie, hidrocarburilor nearse și sulfaților. În plus, biodieselul reduce emisiile compușilor cancerigeni cu aproape 85% față de motorină. În combinație cu motorina, aceste reduceri ale emisiilor sunt în general proporționale cu cantitatea de biodiesel utilizat.
Carburanții biodiesel sunt o alternativă ecologică la motorină, fiind cu mult mai puțin poluanți, dar oferă și avantajul ca pot fi produși din mai multe surse regenerabile, principala modalitate folosită fiind uleiurile vegetale.

## Proprietăți
Biodieselul se descrie ca un compus organic din acizi grași de lanț lung sau scurt.

## Reacții de sinteză
Procesul de transesterificare consistă în combinarea , uleiului (în mod normal vegetal) cu un alcool ușor, în mod normal metanol și lasă reziduu propanotriolul care poate fi folosit în industria cosmetică.

## Materii prime
Sursa de ulei vegetal în mod normal este uleiul de rapiță, rapița este o specie cu un înalt conținut de ulei și se adaptează bine la climele reci. Totuși există și alte varietăți cu randament mai mare la ha. cum ar fi uleiul de palmier, jatropha curcas etc. De asemenea se pot folosi și uleiuri folosite (ex. uleiul uzat la bucătărie) în cazul lui materia este ieftină, în plus în acest mod se reciclează ceea ce altfel ar fi fost reziduu.
În plus există și alte materii prime din care se pot extrage ulei. În selva amazoniană sunt folosite ca materie primă: piñón, sacha inchi, mamona, și palmierul de ulei.

## Procese industriale
În prezent există diverse procese industriale cu ajutorul cărora se poate obține biodiesel. Cele mai importante sunt:
1.Procesul bază-bază, prin care se folosește un catalizator, hidroxid. Acest hidroxid poate fi hidroxid de sodiu (soda caustică) sau hidroxid de potasiu.
2.Procesul acid-bază, este procesul în care se face prima dată o esterificare acidă și apoi continuă cu procesul normal bază-bază, se folosesc în general acizi cu un înalt grad de aciditate.
3.Procese supercritice, în acest proces nu este necesară prezența unui catalizator, se face la temperaturi înalte în care uleiul și alcoolul reacționează fără necesitatea unui agent extern ca hidroxidul care să intervină în reacție.
4.Procese enzimatice, în prezent se cercetează unele enzime care pot să fie folosite ca acceleratori de reacție ulei-alcool. Acest proces nu se folosește efectiv datorită nivelului costului ceea ce împiedică să se producă biodiesel în mari cantități. Creșterea prețului combustibililor convenționali îl face mai competitiv.

## Dezavantaje
Biodieselul are și câteva dezavantaje, precum:]
- o durată de păstrare mai redusă decât a motorinei (circa opt luni)
- putere mai mică a motoarelor alimentate cu biodiesel, față de cele alimentate cu motorină
- punct de inflamabilitate mai ridicat decât al motorinei
- o viscozitate mai mare decât motorina, în anumite perioade ale anului, care pune unele probleme motoarelor

Toate aceste deficiențe pot fi remediate prin diverse procedee tehnice, inclusiv prin adăugarea de aditivi.

## Biodieselul pe piața de combustibili
Uniunea Europeană a impus ca, până în anul 2020, 20% din combustibilul folosit sa fie bio.
Până atunci, cotele intermediare sunt de 5,75% în 2010 și 2% în 2005.
Biodieselul, care până în anul 2005 lipsea cu desăvârșire din România, acoperea în 2008 o piață internă de circa 50 milioane de Euro.
România poate produce anual între 400.000 și 600.000 tone de biodiesel, ceea ce reprezintă de patru-șase ori mai mult decât necesarul cerut și impus prin reglementările UE.